# Bitwa pod Carowym Zajmiszczem
Bitwa pod Carowym Zajmiszczem – bitwa stoczona 23 i 24 czerwca 1610 pomiędzy wojskami Rzeczypospolitej i Rosji w czasie kampanii moskiewskiej trwającej wojny polsko-rosyjskiej.
29 września 1609 wojska pod wodzą kanclerza Lwa Sapiehy dotarły pod Smoleńsk. 4 października rozpoczęte zostało oblężenie miasta.
W tym samym czasie wojska cara Wasyla Szujskiego opanowały sytuację w rejonie Moskwy i na początku maja 1610 wysłany został na odsiecz Smoleńska oddział pod wodzą carskiego brata, Dymitra Szujskiego. W okolicach Możajska Dymitr Szujski zebrał 15 tys. żołnierzy, wspartych przez 25 tys. źle uzbrojonych i niewyszkolonych chłopów oraz 8 tys. świetnie wyposażonych żołnierzy szwedzkich gen. Jacoba De la Gardie. Osłonę głównym siłom zapewniały liczące 8 tys. ludzi siły Grigorija Wołujewa.
4 czerwca 1610 hetman Stanisław Żółkiewski wyruszył na czele głównych oddziałów i 22 czerwca dotarł do wyznaczonego przez siebie miejsca koncentracji pod Szujskiem, a 23 czerwca do Carowego Zajmiszcza. Sama miejscowość leżała w dolinie przegrodzonej groblą rzeki, za nim znajdował się staw i rozległa polana oraz las. Na wieść o zbliżaniu się Polaków, Rosjanie spalili miasteczko i przygotowali pułapki oraz prowizoryczne fortyfikacje w miejscu osłoniętym lasem, bagnami i rowem od strony grobli.
Doszło do starcia, które zakończyło się bez wyraźnego rozstrzygnięcia, ale następnego dnia hetman z całością sił podszedł pod miasteczko i zmusił Wołujewa do wycofania się. Siły zostały następnie rozmieszczone na pobliskim wzgórzu, a piechota i jazda kozacka u wylotu grobli. Rozpoczęto także budowę prowizorycznego mostu.
W godzinach popołudniowych, po sforsowaniu grobli i krótkiej walce zaatakowani z dwóch stron żołnierze moskiewscy zostali zmuszeni do odwrotu, a polska piechota wyruszyła w pościg. W tym momencie Rosjanie wyprowadzili 3 tys. jazdy z odwodu, wysłane przez most polskie posiłki musiały wesprzeć piechotę w walce przeciw nowym siłom. Rosyjska jazda została pobita i zmuszona do zamknięcia się w warownym obozie.
W starciu zginęło ok. 100 żołnierzy rosyjskich i 20 polskich.
Już po skończonej bitwie w rejon starcia dotarły zbuntowane chorągwie Aleksandra Zborowskiego i po otrzymaniu zapewnienia o wypłaceniu zaległego żołdu zgodziły się przejść pod komendę hetmana.
Siły rosyjskie, które zamknęły się w obozie, Żółkiewski otoczył siecią umocnionych posterunków, obsadzonych przez 700 jazdy, 800 piechoty i 3 tys. Kozaków. Wołujew próbował przerwać blokadę, ale podczas wypadów stracił ponad 500 ludzi i został ostatecznie zmuszony do poddania się.
Główne siły polskie wyruszyły natomiast w kierunku Kłuszyna, by wydać obozującym tam wojskom rosyjskim walną bitwę.